# Sexy als ik dans
Sexy als ik dans is een single van Nielson. In november 2014 waren er 30.000 exemplaren verkocht waarmee het de platina status bereikte.
De bijbehorende videoclip werd opgenomen op het Kleine-Gartmanplantsoen en het Leidseplein in Amsterdam.
Nielson mocht het lied ten gehore brengen op Koningsdag 2015 in Dordrecht. In het publiek koning Willem-Alexander, koningin Máxima en hun drie kinderen. Het lied was ook te zien te horen tijdens de The Voice Kids (seizoen 4) met Robine, Lucas en Nielson.
Het lied werd ook als achtergrondmuziek gebruikt in de Amerikaanse serie The Bold and the Beautiful in de afleveringen die in Amsterdam werden opgenomen. In 2015 werd het geparodieerd als Sexy als ik schrans.

## Hitnotering
Sexy als ik dans stond wekenlang in zowel de Nederlandse als Belgische hitparades. Ook in Suriname en op Curaçao verkocht de single goed. 

### Nederlandse Top 40
| Hitnotering: week 36 in 2014 t/m 5 in 2015 | Hitnotering: week 36 in 2014 t/m 5 in 2015 | Hitnotering: week 36 in 2014 t/m 5 in 2015 | Hitnotering: week 36 in 2014 t/m 5 in 2015 | Hitnotering: week 36 in 2014 t/m 5 in 2015 | Hitnotering: week 36 in 2014 t/m 5 in 2015 | Hitnotering: week 36 in 2014 t/m 5 in 2015 | Hitnotering: week 36 in 2014 t/m 5 in 2015 | Hitnotering: week 36 in 2014 t/m 5 in 2015 | Hitnotering: week 36 in 2014 t/m 5 in 2015 | Hitnotering: week 36 in 2014 t/m 5 in 2015 | Hitnotering: week 36 in 2014 t/m 5 in 2015 | Hitnotering: week 36 in 2014 t/m 5 in 2015 | Hitnotering: week 36 in 2014 t/m 5 in 2015 | Hitnotering: week 36 in 2014 t/m 5 in 2015 | Hitnotering: week 36 in 2014 t/m 5 in 2015 | Hitnotering: week 36 in 2014 t/m 5 in 2015 | Hitnotering: week 36 in 2014 t/m 5 in 2015 | Hitnotering: week 36 in 2014 t/m 5 in 2015 | Hitnotering: week 36 in 2014 t/m 5 in 2015 | Hitnotering: week 36 in 2014 t/m 5 in 2015 | Hitnotering: week 36 in 2014 t/m 5 in 2015 | Hitnotering: week 36 in 2014 t/m 5 in 2015 |
| Week:                                      | 1                                          | 2                                          | 3                                          | 4                                          | 5                                          | 6                                          | 7                                          | 8                                          | 9                                          | 10                                         | 11                                         | 12                                         | 13                                         | 14                                         | 15                                         | 16                                         | 17                                         | 18                                         | 19                                         | 20                                         | 21                                         |                                            |
| ------------------------------------------ | ------------------------------------------ | ------------------------------------------ | ------------------------------------------ | ------------------------------------------ | ------------------------------------------ | ------------------------------------------ | ------------------------------------------ | ------------------------------------------ | ------------------------------------------ | ------------------------------------------ | ------------------------------------------ | ------------------------------------------ | ------------------------------------------ | ------------------------------------------ | ------------------------------------------ | ------------------------------------------ | ------------------------------------------ | ------------------------------------------ | ------------------------------------------ | ------------------------------------------ | ------------------------------------------ | ------------------------------------------ |
| Positie:                                   | 29                                         | 20                                         | 18                                         | 16                                         | 13                                         | 13                                         | 12                                         | 13                                         | 13                                         | 13                                         | 14                                         | 14                                         | 13                                         | 16                                         | 23                                         | 25                                         | 25                                         | 27                                         | 32                                         | 34                                         | 40                                         | uit                                        |

### NederlandseSingle Top 100
| Positie: | 49 | 38 | 30 | 18 | 17 | 12 | 9  | 10 | 6  | 6  | 6  | 6  | 6  | 10 | 13 | 13 | 17 | 22 | 21 | 18 | 24 | 27 |
| Week:    | 25 | 26 | 27 | 28 | 29 | 30 | 31 | 32 | 33 | 34 | 35 | 36 | 37 | 38 | 39 | 40 | 41 | 42 | 43 | 44 | 45 | 46 |
| Positie: | 30 | 31 | 36 | 41 | 46 | 47 | 59 | 65 | 71 | 79 | 73 | 69 | 73 | 81 | 54 | 62 | 76 |    |    |    |    |    |

### BelgischeBRT Top 30
| Hitnotering: 11-10-2014 t/m 13-2-2015 | Hitnotering: 11-10-2014 t/m 13-2-2015 | Hitnotering: 11-10-2014 t/m 13-2-2015 | Hitnotering: 11-10-2014 t/m 13-2-2015 | Hitnotering: 11-10-2014 t/m 13-2-2015 | Hitnotering: 11-10-2014 t/m 13-2-2015 | Hitnotering: 11-10-2014 t/m 13-2-2015 | Hitnotering: 11-10-2014 t/m 13-2-2015 | Hitnotering: 11-10-2014 t/m 13-2-2015 | Hitnotering: 11-10-2014 t/m 13-2-2015 | Hitnotering: 11-10-2014 t/m 13-2-2015 | Hitnotering: 11-10-2014 t/m 13-2-2015 | Hitnotering: 11-10-2014 t/m 13-2-2015 | Hitnotering: 11-10-2014 t/m 13-2-2015 | Hitnotering: 11-10-2014 t/m 13-2-2015 | Hitnotering: 11-10-2014 t/m 13-2-2015 | Hitnotering: 11-10-2014 t/m 13-2-2015 | Hitnotering: 11-10-2014 t/m 13-2-2015 | Hitnotering: 11-10-2014 t/m 13-2-2015 | Hitnotering: 11-10-2014 t/m 13-2-2015 | Hitnotering: 11-10-2014 t/m 13-2-2015 |
| Week:                                 | 1                                     | 2                                     | 3                                     | 4                                     | 5                                     | 6                                     | 7                                     | 8                                     | 9                                     | 10                                    | 11                                    | 12                                    | 13                                    | 14                                    | 15                                    | 16                                    | 17                                    | 18                                    |                                       |                                       |
| ------------------------------------- | ------------------------------------- | ------------------------------------- | ------------------------------------- | ------------------------------------- | ------------------------------------- | ------------------------------------- | ------------------------------------- | ------------------------------------- | ------------------------------------- | ------------------------------------- | ------------------------------------- | ------------------------------------- | ------------------------------------- | ------------------------------------- | ------------------------------------- | ------------------------------------- | ------------------------------------- | ------------------------------------- | ------------------------------------- | ------------------------------------- |
| Positie:                              | 18                                    | 6                                     | 2                                     | 2                                     | 2                                     | 2                                     | 1                                     | 4                                     | 2                                     | 2                                     | 5                                     | 5                                     | 4                                     | 9                                     | 10                                    | 10                                    | 25                                    | 30                                    | uit                                   |                                       |

### VlaamseUltratop 30
| Hitnotering: 11-10-2014 t/m 10-4-20151 | Hitnotering: 11-10-2014 t/m 10-4-20151 | Hitnotering: 11-10-2014 t/m 10-4-20151 | Hitnotering: 11-10-2014 t/m 10-4-20151 | Hitnotering: 11-10-2014 t/m 10-4-20151 | Hitnotering: 11-10-2014 t/m 10-4-20151 | Hitnotering: 11-10-2014 t/m 10-4-20151 | Hitnotering: 11-10-2014 t/m 10-4-20151 | Hitnotering: 11-10-2014 t/m 10-4-20151 | Hitnotering: 11-10-2014 t/m 10-4-20151 | Hitnotering: 11-10-2014 t/m 10-4-20151 | Hitnotering: 11-10-2014 t/m 10-4-20151 | Hitnotering: 11-10-2014 t/m 10-4-20151 | Hitnotering: 11-10-2014 t/m 10-4-20151 | Hitnotering: 11-10-2014 t/m 10-4-20151 | Hitnotering: 11-10-2014 t/m 10-4-20151 | Hitnotering: 11-10-2014 t/m 10-4-20151 | Hitnotering: 11-10-2014 t/m 10-4-20151 | Hitnotering: 11-10-2014 t/m 10-4-20151 | Hitnotering: 11-10-2014 t/m 10-4-20151 | Hitnotering: 11-10-2014 t/m 10-4-20151 | Hitnotering: 11-10-2014 t/m 10-4-20151 | Hitnotering: 11-10-2014 t/m 10-4-20151 | Hitnotering: 11-10-2014 t/m 10-4-20151 | Hitnotering: 11-10-2014 t/m 10-4-20151 | Hitnotering: 11-10-2014 t/m 10-4-20151 | Hitnotering: 11-10-2014 t/m 10-4-20151 |
| Week:                                  | 1                                      | 2                                      | 3                                      | 4                                      | 5                                      | 6                                      | 7                                      | 8                                      | 9                                      | 10                                     | 11                                     | 12                                     | 13                                     | 14                                     | 15                                     | 16                                     | 17                                     | 18                                     | 19                                     | 20                                     | 21                                     | 22                                     | 23                                     | 24                                     | 25                                     |                                        |
| -------------------------------------- | -------------------------------------- | -------------------------------------- | -------------------------------------- | -------------------------------------- | -------------------------------------- | -------------------------------------- | -------------------------------------- | -------------------------------------- | -------------------------------------- | -------------------------------------- | -------------------------------------- | -------------------------------------- | -------------------------------------- | -------------------------------------- | -------------------------------------- | -------------------------------------- | -------------------------------------- | -------------------------------------- | -------------------------------------- | -------------------------------------- | -------------------------------------- | -------------------------------------- | -------------------------------------- | -------------------------------------- | -------------------------------------- | -------------------------------------- |
| Positie:                               | 22                                     | 10                                     | 2                                      | 2                                      | 2                                      | 2                                      | 1                                      | 4                                      | 2                                      | 2                                      | 5                                      | 4                                      | 3                                      | 3                                      | 7                                      | 9                                      | 14                                     | 20                                     | 21                                     | 28                                     | 39                                     | 37                                     | 44                                     | 45                                     | 45                                     | uit                                    |

### NPO Radio 2 Top 2000
| Nummer met noteringen in de NPO Radio 2 Top 2000 | '14  | '15 | '16  | '17  | '18  | '19  | '20-'21 | '22  |
| ------------------------------------------------ | ---- | --- | ---- | ---- | ---- | ---- | ------- | ---- |
| Sexy als ik dans                                 | 1758 | 876 | 1065 | 1608 | 1693 | 1715 | -       | 1962 |

1. ↑  Een '-' betekent dat het nummer niet was genoteerd en een vetgedrukt getal geeft de hoogste notering aan.
2. ↑  2014 was het eerste jaar met een notering voor dit nummer.
3. ↑  Deze tabel is bijgewerkt tot en met de laatste editie (2024).

## Covers
- In 2021 bracht Hape Kerkeling onder de titel Sexy wenn ich tanz een Duitstalige cover uit. [3]